# العلاقات البوتسوانية الأيرلندية
العلاقات البوتسوانية الأيرلندية هي العلاقات الثنائية التي تجمع بين بوتسوانا وجمهورية أيرلندا.

## مقارنة بين البلدين
هذه مقارنة عامة ومرجعية للدولتين:
| وجه المقارنة                                              | بوتسوانا                       | جمهورية أيرلندا                                       |
| --------------------------------------------------------- | ------------------------------ | ----------------------------------------------------- |
| المساحة (كم2)                                             | 581.74 ألف                     | 70.27 ألف                                             |
| عدد السكان (نسمة)                                         | 2.29 مليون                     | 4.76 مليون                                            |
| الكثافة السكانية (ن./كم²)                                 | 3.94                           | 67.74                                                 |
| العاصمة                                                   | غابورون                        | دبلن                                                  |
| اللغة الرسمية                                             | لغة إنجليزية                   | اللغة الأيرلندية، لغة إنجليزية، الإنجليزية الأيرلندية |
| العملة                                                    | بولا بوتسواني                  | جنيه أيرلندي، يورو، عملات اليورو الأيرلندية           |
| الناتج المحلي الإجمالي (بليون دولار)                      | 17.41 مليار                    | 333.73 مليار                                          |
| الناتج المحلي الإجمالي (تعادل القوة الشرائية) بليون دولار | 35.84 مليار                    | 318.16 مليار                                          |
| الناتج المحلي الإجمالي الاسمي للفرد دولار أمريكي          | 6.36 ألف                       | 61.13 ألف                                             |
| الناتج المحلي الإجمالي للفرد دولار أمريكي                 | 16.10 ألف                      |                                                       |
| مؤشر التنمية البشرية                                      | 0.698                          | 0.916                                                 |
| رمز المكالمات الدولي                                      | +267                           | +353                                                  |
| رمز الإنترنت                                              | .bw                            | .ie                                                   |
| المنطقة الزمنية                                           | ت ع م+02:00، توقيت وسط إفريقيا | 00، ت ع م+01:00، أوروبا/دبلن ‏                         |

## منظمات دولية مشتركة
يشترك البلدان في عضوية مجموعة من المنظمات الدولية، منها:
| علم المنظمة | اسم المنظمة                               | تاريخ انضمام بوتسوانا | تاريخ انضمام جمهورية أيرلندا |
| ----------- | ----------------------------------------- | --------------------- | ---------------------------- |
|             | مؤسسة التنمية الدولية                     | 24 يوليو 1968         | 22 ديسمبر 1960               |
|             | يونسكو                                    | 16 يناير 1980         | 3 أكتوبر 1961                |
|             | وكالة ضمان الاستثمار متعدد الأطراف        | 15 مايو 1990          | 27 أكتوبر 1989               |
|             | الأمم المتحدة                             | 17 أكتوبر 1966        | 14 ديسمبر 1955               |
|             | الاتحاد البريدي العالمي                   | ?                     | ?                            |
|             | البنك الدولي للإنشاء والتعمير             | 24 يوليو 1968         | 8 أغسطس 1957                 |
|             | الاتحاد الدولي للاتصالات                  | 2 أبريل 1968          | 8 ديسمبر 1923                |
|             | منظمة حظر الأسلحة الكيميائية              | ?                     | ?                            |
|             | مؤسسة التمويل الدولية                     | 23 مارس 1979          | 11 سبتمبر 1958               |
|             | المركز الدولي لتسوية المنازعات الاستشارية | 14 فبراير 1970        | 7 مايو 1981                  |
|             | منظمة التجارة العالمية                    | ?                     | ?                            |
|             | منظمة الشرطة الجنائية الدولية             | ?                     | ?                            |

## وصلات خارجية
- موقع وزارة الخارجية البوتسوانية
- موقع وزارة الخارجية الأيرلندية